# Zhang Ziyi
Zhang Ziyi (Pequim, 9 de fevereiro de 1979) é uma atriz chinesa.

## Biografia
Nascida em Pequim, capital da República Popular da China, Zhang Ziyi é filha de um economista e de uma professora. Antes de ficar famosa no cinema, Zhang Ziyi estudou danças tradicionais chinesas. Aos nove anos, foi matriculada na escola Xuanwu, e dois anos depois, na Academia de Dança de Pequim. Aos 15, porém, decidiu mudar de carreira e passou a cursar artes dramáticas. Aos 17 anos, começou a freqüentar a Academia Central de Drama em Pequim. Ao mesmo tempo, atuou como modelo e fez alguns comerciais. Seu primeiro filme foi gravado em 1996, Touching Starlight (sem tradução em português). Feito para a televisão chinesa, foi baseado em uma história real: uma jovem dançarina perde o movimento das pernas e decide criar um programa de rádio para incentivar outros portadores de deficiências físicas. Em 1999, aos 19 anos de idade, ela teve o primeiro trabalho com um diretor reconhecido internacionalmente, Zhang Yimou, no filme O Caminho para Casa, ganhador do Urso de Prata no Festival de Berlim de 2000, onde interpretou Zhao Di, uma camponesa que se apaixona por um professor da cidade que veio dar aulas no vilarejo onde morava.
Sua carreira recebeu um forte impulso em O Tigre e o Dragão, de 2000, filme de artes marciais dirigido por Ang Lee, onde viveu uma aristocrata pouco ortodoxa, Jen Wu. Ela contracenou com Chow Yun-Fat e Michelle Yeoh. Sua primeira aparição em um filme produzido por Hollywood foi no papel de Hu Li no filme A Hora do Rush 2, com Jackie Chan, de 2001. No mesmo ano fez filmes de pouca repercussão internacional: o chinês The Legend of Zu e a superprodução coreana Musa (ambos sem tradução em português).
O sucesso seguinte viria no filme Herói, de 2002, on de viveu a aprendiz de artes marciais Lua. Contracenou com Jet Li, Tony Leung Chiu-Wai e Maggie Cheung.
Em 2003 fez o papel da guerrilheira Ding Hui no filme Borboleta Púrpura, que narra a atuação da resistência à ocupação japonesa na China dos anos 30. Também gravou uma participação especial na produção coreana My Wife is a Gangster 2.
No ano seguinte, 2004, participou de três filmes. O mais conhecido no Brasil é O Clã das Adagas Voadoras, produção de artes marciais dirigida por Zhang Yimou, onde interpreta Mei, uma dançarina cega. Também fez a prostituta de luxo Bai Ling em 2046, de Wong Kar-Wai. Por fim, gravou Três Gerações, Um Destino, interpretando três gerações de mulheres - mãe (Mo), filha (Li) e neta (Hua).
Em 2005, Zhang Ziyi ganhou o papel de protagonista em Memórias de uma Gueixa, dirigido por Rob Marshall e rodado nos EUA. Baseado no livro de Arthur Golden, narra a história da garota Chiyo, que é vendida para uma casa de gueixas e, anos depois, se transforma na lendária gueixa Sayuri. No mesmo ano fez a produção musical japonesa Operetta Tanuki Goten.
Seu último trabalho já concluído é The Banquet, de 2006, ainda não lançado no Brasil. 
Ela também estará em breve no novo episódio da animação As Tartarugas-Ninja (atualmente em fase de pós-produção), dublando uma das personagens, e no filme The Horseman, co-estrelando com Dennis Quaid (em filmagem).

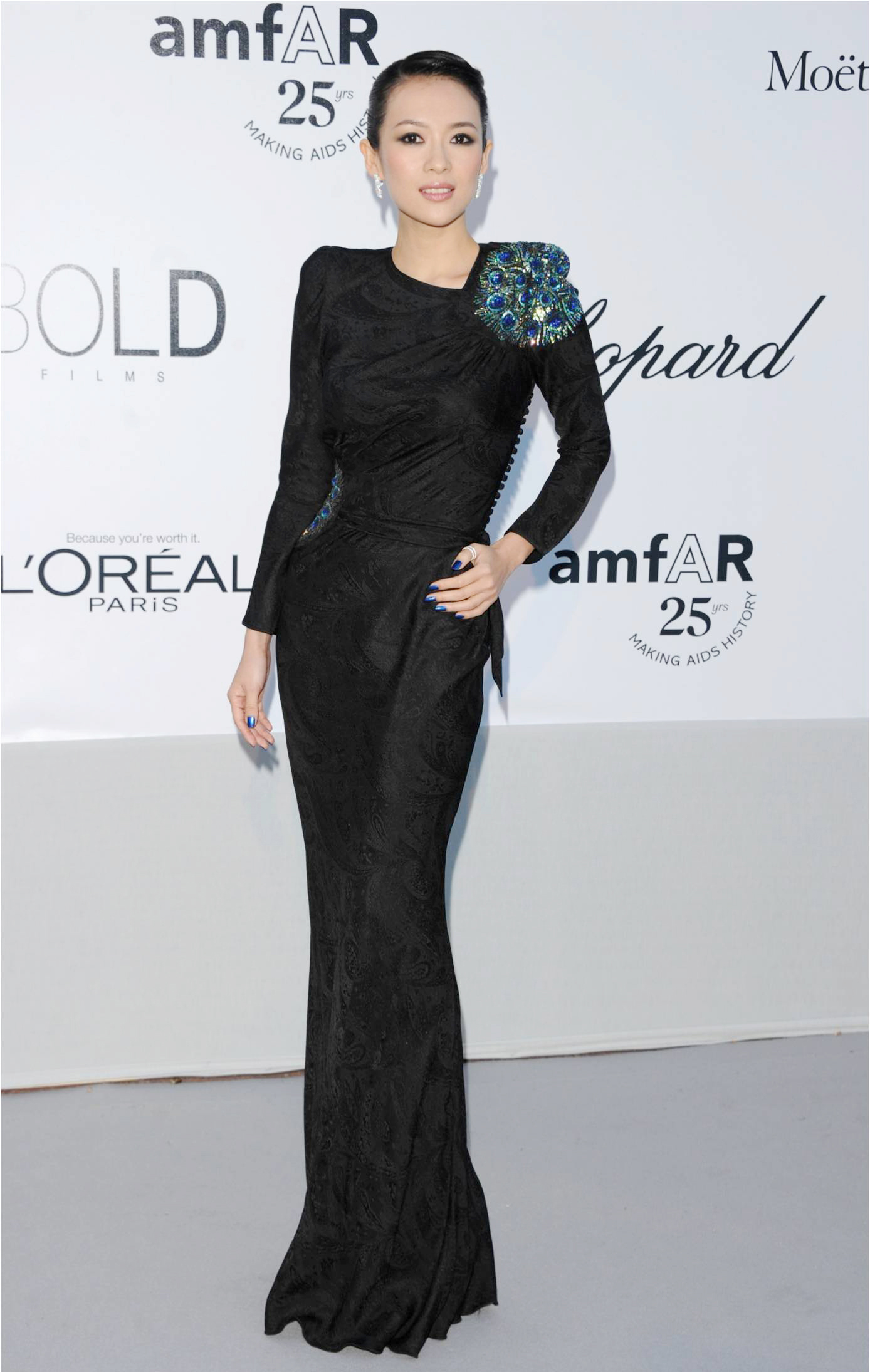
Zhang Ziyi em maio de 2011

## Particularidades
Zhang Ziyi é, assim como Gong Li, a atriz chinesa mais conhecida internacionalmente tendo participado em filmes de popularidade universal. O seu nome é designado em inúmeros locais como Ziyi Zhang, tal como na apresentação do Oscar, isto porque na China, como a maioria dos países orientais, é utilizado em primeiro o sobrenome, deixando por último o nome próprio. É frequente os artistas chineses no ocidente pedirem para inverter seus nomes por forma a seguirem a cultura local.
Ziyi falava apenas chinês mandarim quando começou a ganhar destaque internacional, isto suscitou a situações engraçadas, quando soube que Steven Spielberg iria produzir Memórias de uma Gueixa, a atriz procurou-o e, solicitando o seu contrato, disse - "Hire me, please!" (contrate-me, por favor!) - contanto, não conseguiu tabular nenhuma conversa posterior. Hoje é capaz de falar o inglês fluentemente.
Zhang Ziyi é uma personalidade polêmica na China, especialmente em Hong Kong. A imprensa local adora criticá-la, dizendo que é uma pessoa arrogante e que faz tudo para aparecer.
De acordo com algumas fontes, Zhang Ziyi namorou com o magnata israeliano Ivi Nevo, acionista do grupo Time Warner, contudo separaram-se em 2010. 1 2

## Filmografia
| Ano  | Título                         | Personagem                     |
| ---- | ------------------------------ | ------------------------------ |
| 1996 | Touching Starlight             | Chen Wei                       |
| 1999 | O Caminho para Casa            | Zhao Di                        |
| 2000 | O Tigre e o Dragão             | Jen Yu                         |
| 2001 | Rush Hour 2                    | Hu Li                          |
| 2001 | The Legend of Zu               | Joy                            |
| 2001 | Musa                           | Princess Bu-yong               |
| 2002 | Herói                          | Moon                           |
| 2003 | Purple Butterfly               | Cynthia                        |
| 2003 | My Wife is a Gangster 2        | Gangster boss                  |
| 2004 | 2046                           | Bai Ling                       |
| 2004 | O Segredo dos Punhais Voadores | Mei                            |
| 2004 | Jasmine Women                  | Mo/ Li/ Hua                    |
| 2005 | Princess Raccoon               | Princess Tanuki                |
| 2005 | Memórias de uma Gueixa         | Chiyo Sakamoto/Sayuri Nitta    |
| 2006 | Inimigos do Império            | Wan                            |
| 2007 | TMNT                           | Karai (voz)                    |
| 2008 | Forever Enthralled             | Meng Xiaodong                  |
| 2009 | The Horsemen                   | Kristen                        |
| 2009 | Sophie's Revenge               | Sophie                         |
| 2009 | A Fundação de uma República    | Gong Peng                      |
| 2011 | Love for Life                  | Qinqin                         |
| 2012 | Ligações Perigosas             | Du Fenyu                       |
| 2013 | O Grande Mestre                | Gong Er                        |
| 2013 | Better and Better              | Ela mesma                      |
| 2013 | My Lucky Star                  | Sophie                         |
| 2013 | Wu Wen Xi Dong                 | Wang Minjia                    |
| 2014 | The Crossing Part 1            | Yu Zhen                        |
| 2015 | The Crossing Part 2            | Yu Zhen                        |
| 2015 | Where's the Dragon?            | Fênix (voz)                    |
| 2015 | Oh My God                      | Tia                            |
| 2016 | Run for Love                   | Su Leqi                        |
| 2016 | The Wasted Times               | Xiao Liu                       |
| 2018 | Forever Young                  | Wang Minjia                    |
| 2018 | The Cloverfield Paradox        | Tam                            |
| 2019 | Godzilla II: Rei dos Monstros  | Dr. Ilene Chen \ Dr. Ling Chen |
| 2019 | The Climbers                   | Xu Ying                        |
| 2021 | Godzilla vs. Kong              | Dr. Chen                       |